# 린이슝 일가 살인 사건
린이슝 일가 살인 사건(중국어 정체자: 林宅血案, 병음: Línzhái Xuè'àn)은 1980년 2월 28일 중화민국의 타이완 타이베이에서 발생한 살인 사건이다. 사건의 피해자는 린이슝(林義雄)의 쌍둥이 딸과 모친이다. 당시 린이슝은 메이리다오 사건(美麗島事件)에 연루되어 구류된 반체제 인사였기 때문에, 이 사건은 중화민국 내외를 경악하게 한 매우 민감한 사안이 되었다. 현재까지 이 사건은 미해결 사건으로 남아 있지만, 중화민국 사회에서는 이 사건이 국민정부가 반체제 인사들의 의지를 꺾고 동요시키기 위해 일으킨 정치적 살인이라는 추측이 많다.

## 사건 경위
1980년 2월 20일, 메이리다오 사건으로 린이슝은 타이완 경비 총사령부(줄여서 경총)에 의해 반란죄로 기소되고, 신디엔(新店) 감옥에 구금된 채 심문을 받았다. 2월 28일 낮, 타이베이시 신이로(信義路)에 소재한 린이슝의 자택에 있던 모친 린요우아메이(林游阿妹)가 13번에 걸쳐 칼에 맞고, 지하실 계단에서 숨졌다. 린이슝의 7살 난 쌍둥이 딸인 린량쥔(林亮均)과 린팅쥔(林亭均)도 각각 칼 한번씩을 받고 숨졌고, 장녀 린환쥔(林奐均)은 6번에 걸쳐 칼에 맞아 중상을 입었지만 간신히 목숨을 건졌다. 린이슝의 부인 팡쑤민(方素敏)은 사건이 일어난 당시 린이슝이 갇힌 감옥에 면회를 간 탓에 피해를 입지 않았다. 범인은 단도를 피해자에게 찔러 넣고, 그대로 가로로 좌우 방향을 바꿔가며 휘두르며 피해자가 죽을 때까지 이를 반복하였다. 범행의 수법이 극히 전문적이어서 군사 훈련을 받은 자의 소행으로 여겨졌고, 린이슝의 자택이 경찰에게 24시간 감시를 받고 있었는데도 범행이 이루어진 점으로 인해 (또한 경찰은 사건 당시는 물론 수사 이후에도 사건의 범인에 대하여 아는 바가 없다고 답하였다), 결국 사회 대중들은 이 사건을 정보 기관(혹은 비밀 경찰)에서 일으킨 것으로 더욱 인식하게 되었다.
3월 2일, 경찰은 린이슝의 자택에 놓인 새 과일 상자 하나를 발견하고 조사한 끝에, 린이슝의 외국인 친구인 브루스 제이콥스(Bruce Jacobs, 家博)를 용의자로 의심하였다. 그러나 제이콥스는 자신이 사건과 관련이 없고 결백함을 증명하기 위해, 타이베이 시 경찰국으로 가서 해명하였다. 3월 3일, 치안 당국은 사건의 수사와 해결을 위하여 중화민국 전역의 치안 기관 공동으로 사건 전담 부서를 조직하고, 그 아래에 14개의 증거수색팀을 조직하였다. 또한 범인에 대하여 200만 신 대만 달러의 현상금을 걸었다. 그러나 이 사건은 지금까지도 해결되지 않고 있다.
이후 2009년 3월 마잉주 총통은 린이슝 일가 살인 사건과 천원청(陳文成) 살인 사건에 대한 재수사를 명령하고, 최고검찰서를 우두머리로 하는 연합 사건 전담 부서를 조직하도록 하였다. 그러나 경찰은 사건으로부터 30년 가까운 시간이 지났을 뿐만 아니라, 당시의 수사 및 감식 기술 부족 등으로 인하여 증인과 물증, 사건 기록 등의 자료가 충분히 남아 있거나 발견되지 않아서, 사건 해결이 매우 힘들다고 밝혔다.

## 사건 이후
린이슝이 투옥된 후 부인 팡쑤민(方素敏)과 장녀 린환쥔(林奐均)은 생활하는 데 곤경에 처하여, 사건이 발생한 집을 임대하거나 매각하기로 했다. 결국 타이완 기독 장로교회(台灣基督長老教會)가 국내외 신도의 모금을 통해 780만 신 대만 달러에 집을 구입하고, 타이완 기독 장로교회 의광교회(義光教會)를 건립했다. 의광교회는 매년 2월 28일 오전 9시에 추모 예배를 드리고, 이란(宜蘭)에 소재한 일가 묘지로 가서 추모 행사를 실시한다. 린환쥔은 미국으로 유학하여 컬럼비아 대학교에서 영어 교육 석사 학위를 수여받았으며, 이후 선교사 조엘 린턴(Joel Linton, 印主烈)과 결혼하여 주디 린턴(Judy Linton)으로 개명하고, 기독교에 귀의하였다. 린환쥔은 현재 가족과 함께 미국에 거주하며 음악가로 활동하고 있다.
중화민국 타이완의 계엄 시대를 다룬 미국 영화 포모서 비트레이드의 후반부에 이 사건을 모티브로 한 장면이 있다.

## 같이 보기
- 린이슝
- 중화민국의 역사
- 타이완의 역사
- 백색 테러
- 계엄령